# Vincenzo Fardella di Torrearsa
Vincenzo Fardella di Torrearsa, född 16 juli 1808 i Trapani på Sicilien, död 12 januari 1889 i Palermo, var en italiensk markis och politiker.
Fardella di Torrearsa var generaltullinspektor i Palermo, deltog i 1848 års revolution, blev ordförande i öns parlament samt förste och utrikesminister, men måste i januari 1849 fly till Sardinien. I juni 1860 var han en kortare tid Giuseppe Garibaldis statssekreterare på Sicilien, blev 1861 ledamot av Italiens deputeradekammare, notificerade samma år i Stockholm och Köpenhamn det nya kungariket Italien och blev ledamot av senaten, vars president han var 1870–75.